# Виноград, Артур
Артур Виноград (англ. Arthur Winograd; 22 апреля 1920, Нью-Йорк — 22 апреля 2010, Морристаун, Нью-Джерси) — американский виолончелист и дирижёр.
Преподавал виолончель в Джульярдской школе и в 1948—1955 гг. входил в первый состав Джульярдского струнного квартета. В 1960—1964 гг. возглавлял Алабамский симфонический оркестр, в 1964—1985 гг. Хартфордский симфонический оркестр.
Сын Артура Винограда — Питер Виноград (англ. Peter Winograd), концертирующий скрипач, иногда выступавший и с оркестрами под управлением своего отца.